# Przedwrocie
Przedwrocie (słow. Predúvratie,  Pred Úvrate, 1585 m) – przełęcz w południowej grani Siwego Wierchu w słowackich Tatrach Zachodnich, pomiędzy Wielką Kopą (1648 m) i Małą Kopą (1637 m). Wschodnie stoki przełęczy opadają do Doliny Bobrowieckiej (odnoga Doliny Jałowieckiej). Jest w nich Zapaczny Żleb, którym zimą schodzą lawiny. Stoki zachodnie opadają do Doliny Guniowej (odnoga Doliny Suchej Sielnickiej).
Rejon przełęczy Przedwrocie jest trawiasty i zarastający kosodrzewiną. Dawniej był wypasany, w pobliżu przełęczy jest źródło. Od Przedwrocia istnieje nieznakowana ścieżka prowadząca na przełęcz Sucha Przehyba pomiędzy Ostrą a Suchym Wierchem. Jest też na Przedwrociu rozdroże szlaków turystycznych. Niebieski szlak do Chaty Czerwieniec został amatorsko wyznaczony przez użytkowników tego schroniska, a w 1994 włączony do oficjalnej sieci szlaków turystycznych TANAP-u.

## Szlaki turystyczne
zielony: rozdroże pod Tokarnią – rozdroże pod Babkami – Babki – Przedwrocie – Siwy Wierch.  Czas przejścia: 4:50 h, ↓ 4  h
  niebieski: Bobrowiecki Wapiennik – rozdroże pod Babkami – Chata Czerwieniec – Przedwrocie 3:20 h, ↓ 2:35 h